# The Notwist
The Notwist (pronúncia em inglês: noʊˌtwɪst) é uma banda de música de indie rock alemã. Formada em 1989, a banda variou-se entre vários estilos musicais apesar de sempre manter um estilo relativamente estável. Nas suas gravações mais antigas, a banda escolheu criar músicas voltadas ao estilo heavy metal junto com o indie rock, enquanto que seus esforços mais recentes, os quais são mais conhecidos na história da banda, concentram-se no estilo de música eletrônica, juntos de outras bandas na gravadora independente Morr Music.

## Integrantes
- Markus Acher - guitarrista, vocalista
- Michael Acher - baixista
- Andi Haberl - baterista
- Martin Gretschmann (também conhecido como Console) - programador

## História
Os dois irmãos Acher junto com Messerschmid formaram o grupo em 1989 em Weilheim in Oberbayern, perto de Munique. Em 1990 eles gravaram seu primeiro disco autotitulado, um LP de rock-metal. Em 1992 foi lançado "Nook", que foi o primeiro disco do grupo a ter som de indie, enquanto que em 1995 foi lançado o álbum "12", já contendo o primeiro experimento da banda com eletrônica. Martin Gretschmann entrou no grupo em 1997. "Shrink" foi lançado em 1998, uma mistura de jazz, eletrônica e rock, que, de acordo com alguns fãs, antecipa o álbum "Amnesiac" da banda Radiohead. O álbum "Neon Golden" (lançado em 2002) colocou a banda no mapa para os ouvintes estadunidenses, com sua letra cativante de tocar o coração.
O grupo teve suas músicas remixadas pelo Four Tet, Caribou, Console, Loopspool, entre outros. O vocalista do grupo, Markus Acher, colaborou com Alias, rapper e produtor da anticon., na música "Unseen Sights", um esforço que mostrou um fôlego pela música de ambos os artistas.
The Notwist recentemente formou um grupo com o Themselves chamado 13 & God, cujo primeiro trabalho foi lançado em 2005. Markus Acher, além de trabalhar com o The Notwist e 13 & God, também trabalha com a banda Lali Puna, enquanto que Mecki Messerschmidt atualmente toca bateria para a banda recentemente formada Schweisser. Michael Acher compôs e programa músicas para Ms. John Soda.
O grupo vem trabalhando numa sequência para o Neon Golden durante estes dois últimos anos, e os detalhes de seu lançamento foram revelados em 5 de março de 2008. O novo álbum foi chamado "The Devil, You + Me" e seu lançamento foi anunciado para maio na Europa e 17 de junho para a América do Norte pela Domino Records. Uma de suas músicas está disponível para download nos sites do City Slang e no site oficial do álbum.

## Discografia

### Álbuns
- The Notwist (1991)
- Nook (1992)
- 12 (1995)
- Shrink (1998)
- Neon Golden (2002)
- The Devil, You + Me (2008)

### Singlese EPs
- Johnny and Mary — EP (1994)
- Only in America — EP (1996)
- Untitled (Selections From 12) — EP (1997)
- Day 7 (1997)
- Chemicals (1998)
- Trashing Days (2001)
- Pilot — single (2001)
- Pick Up the Phone (2002)
- One With the Freaks (2002)
- Untitled (Scoop) (2002)
- Lichter — EP (2003) (música tema para o filme "Distant Lights")
- Solo Swim — EP (2004)
- Different Cars and Trains — EP (2003)
- Where in this World (2008)